# Pingasa signifrontaria
Pingasa signifrontaria är en fjärilsart som beskrevs av Paul Mabille 1893. Pingasa signifrontaria ingår i släktet Pingasa och familjen mätare. Inga underarter finns listade i Catalogue of Life.